# 哈利·波特与魔法石
《哈利波特－神秘的魔法石》是哈利·波特系列小说的第一集，由英國作家J.K.羅琳创作。剧情讲述了一位名叫哈利波特的小巫师发现了自己的魔法天赋后，去霍格華茲魔法與巫術學院就读一年级的经历。在朋友的帮助下，哈利与杀害了自己父母并企图东山再起的黑巫师伏地魔对峙。
這部小說是罗琳的初作，由布鲁姆斯伯里出版社于1997年6月26日在伦敦出版。本书赢得了大部分由儿童评选的英国图书奖项，以及美国的一些其他奖项。它于1999年8月在《纽约时报》的畅销小说排行榜上登顶榜首，并于1999年和2000年期间在该榜单上保持高位。这本书被翻译成许多其他语言版本，中文正體版于2000年6月23日出版，簡體版于2000年9月出版。基于小说改编的同名电影于2001年上映。
《哈利波特－神秘的魔法石》受到了大部分的积极评价，它们称赞罗琳的想象力、幽默感、简单直白的风格和巧妙的情节设计，尽管一些评论认为最后一章似乎有些仓促。本小说被评论家与罗琳最喜爱的作家之一简·奥斯汀的作品相比，或和罗尔德·达尔相比，他的作品在哈利·波特系列出现前占据了儿童文学领域，还和古希腊的讲故事者荷马相比。一些书评人认为本书属于维多利亚时代和爱德华时代的寄宿学校故事，而另一些人认为它着重于当代伦理和社会问题，由此把这一文学类型放置在了现代世界。
《哈利·波特与魔法石》以及该系列的其他作品被几个宗教组织攻击，并在一些国家遭禁，被指责为鼓动巫術。但一些基督徒书评人认为本书突出了重要的基督教观点，包括自我牺牲的力量，以及人的品格由自己的选择塑造。因《哈利波特－神秘的魔法石》极高的流行度，教育界把它视为提升识字率的重要助手。哈利波特系列也被用作教育技巧、社会学分析和销售的教学示例。

## 劇情
哈利·波特，出生於1980年7月31日。1981年10月31日伏地魔在高錐客洞用「索命咒」殺害哈利的父母詹姆·波特和莉莉·波特。佛地魔未能成功殺死哈利，只在他的額上留下一道閃電形狀的疤，自己卻因咒語反彈而消失。哈利在母親的保護下逃過一劫。
魯霸·海格奉霍格華茲校長阿不思·鄧不利多的命令，把襁褓中的哈利交給了哈利的「麻瓜」親戚——阿姨佩妮·德思禮和姨丈威農·德思禮。他們生活在薩裡郡的小惠因區水蠟樹街四號，他們有一個寵壞了的兒子達力·德思禮（1980年6月22日）。德思禮一家極其厭惡行為怪異的人和魔法，所以他們並不喜歡哈利，不僅對哈利隱瞞他的身世，扭曲他父母的死因，甚至把樓梯下骯髒的、布滿蜘蛛網的碗櫥作為哈利的臥室。
哈利在11歲生日的一週前，收到霍格華茲魔法與巫術學院入學通知，威農姨丈和佩妮阿姨不想讓哈利看到信，但是信件卻越來越多，並且以各種方式進到屋裡，最後威農姨丈決定逃到鄉下躲避信件。但是海格最後還是找到了他們，告訴了哈利他父母的情況並且把信轉交給他。隔天，海格帶哈利去斜角巷買齊上課用品，同時到古靈閣幫鄧不利多領走一個神秘小包裹。哈利回家前得到一張從倫敦國王十字車站的九又四分之三出發前往霍格華茲魔法與巫術學院的車票。
在倫敦國王十字車站，哈利認識了衛斯理一家人，他們好心告訴哈利進入九又四分之三月台的方法，也和榮恩成為好朋友。在火車上，哈利再度遇到马尔福和他的同伴文森·克拉和葛果裡·高爾，哈利拒絕與傲慢的马尔福一夥，兩人就此結下樑子。哈利也遇到了幫奈威·隆巴頓找蟾蜍的妙麗·格蘭傑。
學院分類儀式時，分類帽認為哈利進入史萊哲林會有一番成就，但哈利卻一直默念著『不要史萊哲林』，最終分類帽把他分到葛來分多學院。榮恩和妙麗也被分到葛來分多，後來哈利和榮恩跟妙麗最後變成死黨，而馬份、克拉、高爾被分配到史萊哲林。
開始上課後，哈利很快就和賽佛勒斯·石內卜教授互看不順眼。在飛行課的意外之後，哈利意外被麥教授選為葛來分多魁地奇球隊的搜捕手（葛來分多百年來最年輕的搜捕手），並且幫葛來分多贏了兩場比賽。第一場比賽有人暗中施法想要把哈利從掃帚上甩下來〈他們一致認為是石內卜幹的好事，可是真兇是奎若教授〉；而第二場哈利破紀錄在五分鐘內抓到金探子，結束比賽。聖誕節時，哈利收到一件隱形斗篷和一封匿名信。他在城堡中發現了意若思鏡，在鏡中看到自己的父母。
哈利、榮恩、妙麗和奈威偶然發現了鎖在霍格華茲三樓右邊走廊裡、名為毛毛的三頭地獄犬，猜出海格領出的小包裹放在哪裡。又因海格不小心講出尼樂·勒梅的名字，讓他們推測出包裹裡的東西就是魔法石。哈利三人認為石內卜教授可能會去偷魔法石。最後從人馬翡冷翠口中得知是佛地魔想要得到魔法石，因為魔法石可以讓佛地魔复活。
哈利、榮恩和妙麗想阻止石內卜偷取魔法石，進入三樓走廊的活板門，通過層層關卡。最後，哈利一人進入最後的房間，卻發現真正想要偷取魔法石的竟是奎若教授。哈利無意中取得魔法石後，寄居在奎若教授體內的佛地魔與哈利對話，逼迫他交出魔法石。最後在打鬥中，奎若變成灰燼，佛地魔消失了，哈利因為疤痕的刺痛而昏厥。阿不思·鄧不利多來探望時，告訴他為了防止佛地魔再來偷魔法石，魔法石已經被銷毀。
到了學年的尾聲，葛來分多因為哈利、榮恩、妙麗和奈威的加分而贏得學院盃冠軍。最後一場魁地奇比賽，葛來分多球隊因為搜捕手哈利的缺席而被雷文克勞球隊痛宰，沒能取得第一名。他們的期末考成績都不錯，妙麗是一年級的榜首。最後榮恩邀請哈利和妙麗一起共度暑假。

## 發行
1997年6月《哈利波特－神秘的魔法石》一書首度發行，出版社為布鲁姆斯伯里出版公司，首版僅以精裝形式推出了五百本。至今該書的首刷版本已變得彌足珍貴，甚成為竊賊下手的目標；2018年，其中一本藏於英國諾福克郡「SN Books」二手書店內、價值4萬英鎊的《哈利波特－神秘的魔法石》首刷版遭竊。
簡體中文版《哈利·波特与魔法石》
ISBN 978-7-02-003343-0
陆版盲文版《哈利·波特与魔法石》
1. ISBN 978-7-5224-2026-4
2. ISBN 978-7-5224-2027-1

正體中文版《哈利波特－神秘的魔法石》
ISBN 978-957-33-1724-1
英文版
Bloomsbury （英國、澳大利亞、加拿大等地）
ISBN 0-7475-3269-9

## 獎項及殊榮
- 1998年，獲英國國家書獎（英语：British Book Awards）最佳童書獎[4]。
- 在2003年英國廣播公司「大閱讀」活動票選出的一百本小說中，位居第二十二名[5]。
- 2019年，經英國eBay網路商店對兩千名成年人的調查，獲選為英國最受歡迎的書第三名[6]。

### 腳註
1. ↑  . 中新网. 2018-01-19  [2018-07-03]. （原始内容存档于2018-10-04）.
2. ↑  廖綉玉. . 風傳媒. 2018-01-18  [2018-07-03]. （原始内容存档于2020-08-09） （中文（臺灣））.
3. ↑  . ETtoday新聞雲. 2018-01-19  [2018-07-03]. （原始内容存档于2018-07-03） （中文（臺灣））.
4. ↑  . British Book Awards.   [2019-08-17]. （原始内容存档于2007-04-05） （英语）.
5. ↑  . www.bbc.co.uk.   [2019-08-17]. （原始内容存档于2012-10-31）.
6. ↑  . Daily Mail. 2019-08-08  [2019-08-17]. （原始内容存档于2020-11-09） （英语）.